# انیا اندرسن
انیا اندرسن (دانمارکی: Anja Andersen؛ زادهٔ ۱۵ فوریهٔ ۱۹۶۹) بازیکن هندبال اهل دانمارک بود.
وی به‌همراه تیم ملی هندبال زنان دانمارک به مدال طلا بازی‌های المپیک تابستانی ۱۹۹۶ دست پیدا کرده‌است.